# Paolo Savoldelli
Paolo Savoldelli (Clusone, 7 maggio 1973) è un commentatore televisivo ed ex ciclista su strada italiano.
Professionista dal 1996 al 2008, soprannominato "Falco" per le sue doti di discesista, aveva anche caratteristiche di passista-scalatore e buone qualità di cronoman. In carriera vinse per due volte il Giro d'Italia, nel 2002 e nel 2005, aggiudicandosi anche quattro tappe della corsa.

## Carriera

### Gli esordi e il podio al Giro 1999
Originario di Rovetta, cominciò a gareggiare nel ciclismo all'età di 14 anni. Nel 1995 tra i dilettanti in maglia Zalf-Euromobil-Fior vinse una tappa al Giro Baby, e concluse sesto nella corsa. Entrò nel mondo del professionismo nel 1996 con la Roslotto-ZG Mobili, team diretto da Moreno Argentin; nel 1998 si trasferì alla Saeco, la squadra di Ivan Gotti e Mario Cipollini, aggiudicandosi una tappa e la classifica finale del Giro del Trentino.
Nel 1999 vinse il Trofeo Laigueglia, una tappa e la classifica finale del Giro del Trentino, e una tappa del Giro d'Italia, da Bra a Borgo San Dalmazzo, recuperando più di tre minuti ai fuggitivi nella discesa del Colle Fauniera. In quell'edizione del Giro concluse secondo in classifica, battuto dall'ex compagno Ivan Gotti (da quell'anno in maglia Polti); avrebbe dovuto anche vestire la maglia rosa all'indomani dei fatti di Madonna di Campiglio e dell'esclusione di Marco Pantani, fin lì dominatore della corsa, ma decise di non indossarla in segno di rispetto.
Nel 2000, dopo la vittoria del Tour de Romandie, durante la prima tappa del Giro d'Italia cadde e s'infortunò alla schiena. Questo episodio condizionò negativamente le sue prestazioni nei Giri d'Italia del 2000 e del 2001, in cui concluse in entrambe le occasioni fuori dai primi 10. Nel 2001 riuscì comunque a vincere due tappe al Tour de Romandie, una a cronometro e una in linea. Per il 2002 la Saeco decise di puntare su Gilberto Simoni, spingendo Savoldelli a cambiare casacca e ad accasarsi a fine 2001 alla Index-Alexia Alluminio diretta da Giovanni Fidanza.

### 2002-2004: la vittoria al Giro e gli infortuni

Savoldelli in maglia rosa nel vittorioso Giro d'Italia 2002

Con la nuova maglia Savoldelli, pur partendo con un ruolo di outsider e senza successi di tappa, vinse l'edizione 2002 del Giro d'Italia. In quella corsa, oltre a cogliere due importanti podi nelle frazioni di Corvara in Badia e Folgaria (al termine della quale vestì di rosa), seppe sfruttare anche le disavventure dei suoi rivali: Stefano Garzelli fu squalificato per la positività ad un controllo antidoping, Gilberto Simoni si ritirò su invito del suo team poiché trovato positivo alla cocaina a un controllo effettuato due settimane prima del Giro e Francesco Casagrande fu escluso dalla competizione per aver spinto a terra un ciclista.
Passato a fine stagione alla Telekom, nei due anni seguenti andò incontro a numerosi infortuni e problemi di salute. Nel febbraio 2003, mentre si allenava a Tenerife, cadde a causa dello scontro in discesa con una moto in contromano: nell'incidente riportò diverse fratture, anche al volto, e dovette così saltare il Giro d'Italia; pochi mesi dopo dovette perdere anche la presenza al Tour de France per un problema virale. Nell'aprile 2004 si ruppe il polso e riportò un trauma cranico in una caduta in gara al Giro di Colonia 2004: l'infortunio lo costrinse a saltare per il secondo anno consecutivo il Giro d'Italia. Infine, nel gennaio 2005, gli esplose lo pneumatico anteriore mentre si allenava in California, e nella caduta riportò la frattura scomposta della clavicola destra.

### 2005-2007: la seconda vittoria al Giro

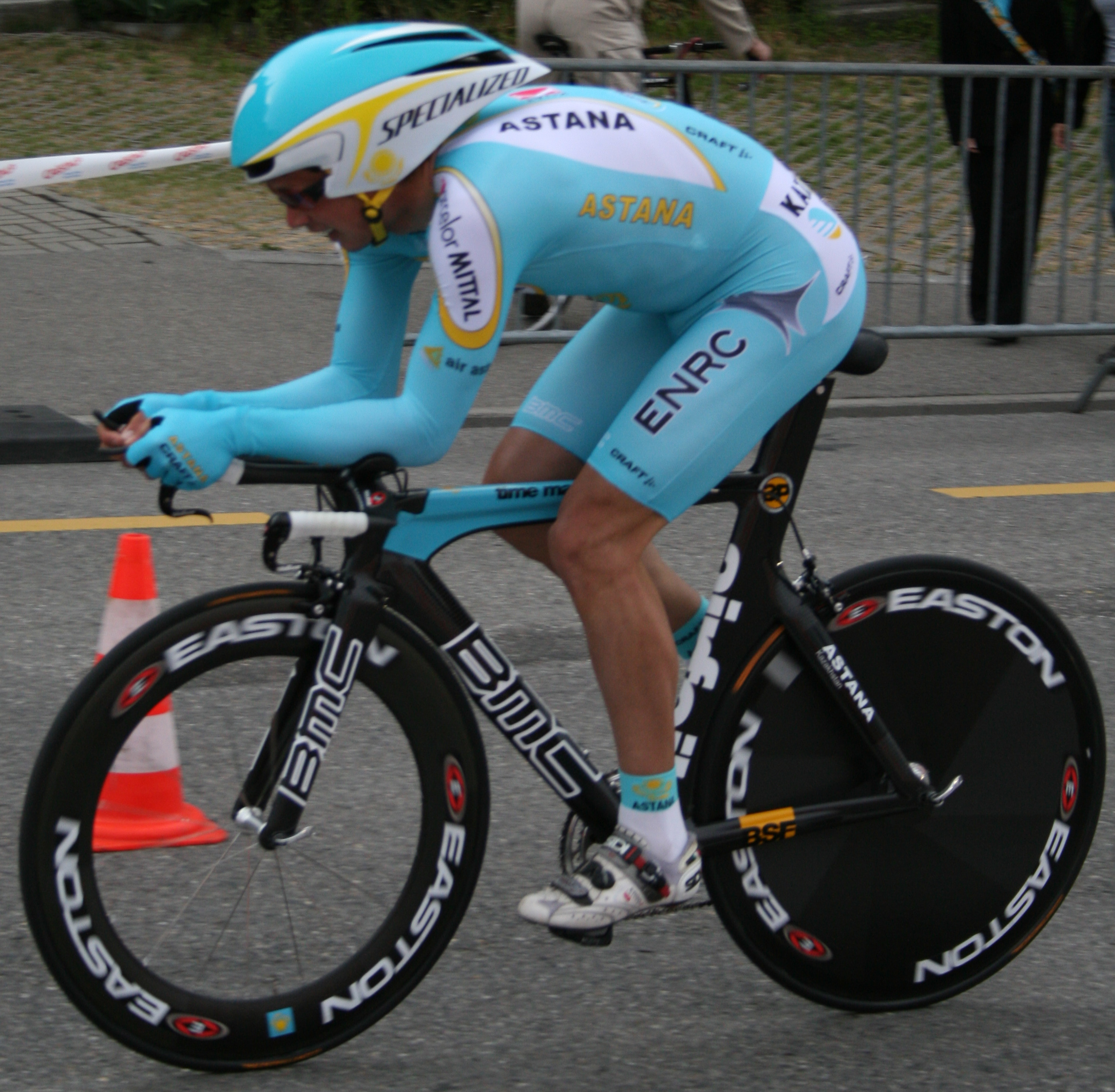
Savoldelli in azione a cronometro nel 2007

Dopo le due sfortunate annate alla Telekom/T-Mobile, nel 2005 si trasferì alla Discovery Channel, l'allora squadra di Lance Armstrong. Con il nuovo team partecipò da capitano al Giro d'Italia, vincendo l'undicesima tappa, la prima di montagna, a Zoldo Alto, davanti a Ivan Basso, che vestì di rosa; due giorni dopo sull'ascesa verso Ortisei riuscì a staccare il varesino e a strappargli il simbolo del primato. Nella decisiva diciannovesima tappa, con arrivo a Sestriere, si impose come ciclista dotato anche di sagacia tattica: pur staccato da Simoni sulla penultima salita, il Colle delle Finestre, seppe recuperare in discesa, gestirsi e controllare il margine preso dal rivale nell'ultima ascesa, conquistando così il suo secondo Giro d'Italia. Nello stesso anno partecipò anche al Tour de France in qualità di gregario di Lance Armstrong: in quella Grande Boucle contribuì alla vittoria del suo team nella cronometro a squadre, e vinse poi la diciassettesima tappa, sul traguardo di Revel, battendo allo sprint il compagno di fuga Kurt Asle Arvesen.
Nel 2006 vinse il cronoprologo del Tour de Romandie a Ginevra e si classificò quinto al Giro d'Italia, vincendo la prima cronometro a Seraing e indossando la maglia rosa per le prime due tappe. Nell'agosto dello stesso anno venne ingaggiato dall'Astana, squadra del Kazakistan, per la stagione 2007. Con la nuova maglia vinse ancora il cronoprologo del Tour de Romandie, a Friburgo, e la ventesima tappa del Giro d'Italia, una cronometro individuale da Bardolino a Verona; concluderà dodicesimo in graduatoria generale.

### Dal 2008: il ritiro e l'attività come telecronista
Nella stagione 2008 corre per la LPR Brakes-Ballan assieme a Danilo Di Luca. Al Giro d'Italia, pur partendo capitano assieme all'abruzzese, per via di una bronchite si mette a disposizione del compagno di squadra; insieme attaccano nella tappa della Presolana, ma Di Luca concluderà solo settimo (Savoldelli è quindicesimo). Il 4 luglio dello stesso anno il "Falco" rende nota la sua volontà di ritirarsi dal ciclismo a fine stagione, cosa che puntualmente avviene.
Dal 2010 è l'inviato di gara, a bordo delle moto-cronaca della Rai, in occasione della diretta del Giro d'Italia 2010 e di altre corse ciclistiche. Dal 2013 è il volto di Bike Channel in onda sul canale 214 di Sky: telecronista di gare in diretta e testimonial di alcuni dei principali programmi della rete.

## Palmarès
- 1995 (dilettanti)

Trofeo Alcide De Gasperi
Coppa della Pace
Medaglia d'Oro Frare - De Nardi
- 1997 (Roslotto, una vittoria)

4ª tappa Hofbrau Cup
- 1998 (Saeco, due vittorie)

2ª tappa Giro del Trentino (Merano > Tione di Trento)
Classifica generale Giro del Trentino
- 1999 (Saeco, quattro vittorie)

Trofeo Laigueglia
1ª tappa Giro del Trentino (Lienz > Lienz)
Classifica generale Giro del Trentino
14ª tappa Giro d'Italia (Bra > Borgo San Dalmazzo)
- 2000 (Saeco, tre vittorie)

Prologo Tour de Romandie (Locarno, cronometro)
Classifica generale Tour de Romandie
3ª tappa Giro del Trentino (Smarano > Malcesine)
- 2001 (Saeco, due vittorie)

Prologo Tour de Romandie (Pfaffnau, cronometro)
2ª tappa Tour de Romandie (Tramelan > Vevey)
- 2002 (Index, due vittorie)

Classifica generale Giro d'Italia
Cronoscalata Miasino-Mottarone
- 2005 (Discovery Channel, tre vittorie)

11ª tappa Giro d'Italia (Marostica > Zoldo Alto)
Classifica generale Giro d'Italia
17ª tappa Tour de France (Pau > Revel)
- 2006 (Discovery Channel, due vittorie)

Prologo Tour de Romandie (Ginevra, cronometro)
Prologo Giro d'Italia (Seraing, cronometro)
- 2007 (Astana, due vittorie)

Prologo Tour de Romandie (Friburgo, cronometro)
20ª tappa Giro d'Italia (Bardolino > Verona)

### Altri successi
- 1999 (Saeco)

Trofeo Bonacossa Giro d'Italia
- 2002 (Index)

Circuito di Campi Bisenzio
- 2005 (Discovery Channel)

Memorial Fior e Lago
Gran Premio Formaggi Guffanti
4ª tappa Tour de France (Tours > Blois, cronosquadre)
- 2006 (Discovery Channel)

Classifica intergiro Giro d'Italia
- 2007 (Astana)

Criterium di Horgen

## Piazzamenti

### Grandi giri
- Giro d'Italia

1997: 13º
1998: 9º
1999: 2º
2000: 24º
2001: 14º
2002: vincitore
2005: vincitore
2006: 5º
2007: 12º
2008: 15º
- Tour de France

1996: 33º
1999: ritirato (10ª tappa)
2000: 41º
2005: 25º
2006: ritirato (12ª tappa)
2007: non partito (16ª tappa)
- Vuelta a España

1998: ritirato (11ª tappa)
2001: ritirato (11ª tappa)
2002: non partito (5ª tappa)

### Classiche
- Milano-Sanremo

1996: 118º
1997: 28º
1998: 51º
1999: 66º
2000: 85º
2001: 104º
2002: 32º
2008: 86º
- Giro delle Fiandre

1996: 101º
1997: 31º
- Liegi-Bastogne-Liegi

1998: 39º
1999: 30º
2001: 25º

## Riconoscimenti
- Atena d'Argento nel 2002
- Collare d'Oro al Merito Sportivo nel 2004[13]
- Premio Bici al Chiodo dell'Associazione Nazionale Ex Corridori Ciclisti nel 2009